# Radinista scalarina
Radinista scalarina är en snäckart som beskrevs av Powell 1940. Radinista scalarina ingår i släktet Radinista och familjen Vanikoridae. Inga underarter finns listade i Catalogue of Life.